# بول غيلبرت
بول غيلبرت (بالإنجليزية: Paul Gilbert) (و. 1966  م) هو عازف قيثارة، وموسيقي أمريكي، ولد في كاربوندال.

## التعليم
تعلم في Musicians Institute ‏.

## روابط خارجية
- بول غيلبرت على موقع ميوزك برينز (الإنجليزية)
- بول غيلبرت على موقع إن إن دي بي (الإنجليزية)
- بول غيلبرت على موقع أول ميوزيك (الإنجليزية)
- بول غيلبرت على موقع ديسكوغز (الإنجليزية)